# Greenbelt
Greenbelt ist eine Stadt in US-Bundesstaat Maryland. Das U.S. Census Bureau hat bei der Volkszählung 2020 eine Einwohnerzahl von 24.921 ermittelt.
Greenbelt gehört zum Prince George’s County und ist außerhalb der USA bzw. in der Raumfahrt vor allem als Sitz des Goddard Space Flight Centers der NASA bekannt.
Zur Stadt gehören auch Wasserflächen im Ausmaß von 16 ha. In der Umgebung liegt der Greenbelt Park, ein Teil des Nationalpark-Systems.

## Söhne und Töchter der Stadt
- Rosa Salazar (* 1985), Schauspielerin
- Afia Charles (* 1992), Olympiateilnehmerin für Antigua und Barbuda